# Miranda Cosgrove
Miranda Taylor Cosgrove (Los Angeles, 14 de maio de 1993) é uma atriz, cantora, compositora, dubladora, apresentadora e filantropa norte-americana. Ela é mais conhecida por interpretar Megan Parker na sitcom "Drake & Josh" e Carly Shay na sitcom "iCarly". Ela também dublou a personagem Margo na série de filmes de animação "Meu Malvado Favorito". Em 2012, Miranda foi consagrada a atriz infantil mais bem paga do mundo, além de ter ganhado quatro Kids' Choice Awards, dois Young Artist Awards, e recebido uma indicação ao Daytime Emmy Awards.

## Biografia
Miranda Taylor Cosgrove, oriunda de uma família típica americana de classe média, filha de Tom e Chris Cosgrove, nasceu no dia 14 de maio de 1993 na cidade americana de Los Angeles. Seu pai, Tom, era dono de uma lavanderia no centro da cidade, enquanto sua mãe era dona de casa. Aos três anos de idade, Miranda foi descoberta por um agente enquanto cantava e dançava no restaurante local Taste of L.A.; o agente se admirou com seu talento contratando-a para fazer comerciais e propagandas de produtos.
Seus primeiros comerciais foram para as empresas Burger King e McDonald's, respectivamente. Com isso, aos sete anos de idade, decidiu que queria seguir a profissão nas artes, como atriz, e começou a  fazer testes para papéis em teatros e seriados na televisão.

## Carreira

### 2001–2006: Início e sucesso comDrake & Josh
Em 2001, fez sua primeira aparição na televisão, interpretando a personagem Lana Lang no episódio piloto da série Smallville, da emissora The WB. Mais tarde, em 2003, foi convidada para participar do filme School of Rock estrelado por Jack Black e Joan Cusack, interpretando a personagem Summer Hathaway. O filme foi sucesso de bilheteria, recebendo inúmeras críticas positivas, com uma pontuação de 91% no website crítico Rotten Tomatoes. Em agosto de 2003, após as gravações do filme, foi convidada para integrar o elenco da série Drake & Josh da emissora Nickelodeon, interpretando a antagonista Megan Parker. A série durou até 2007 e foi um grande sucesso.
Em 2005, participou do filme Yours, Mine and Ours, estrelado por Dennis Quaid e Rene Russo, interpretando a personagem Joni North. O longa, assim como School of Rock, foi sucesso de bilheteria, arrecadando mais de 72 milhões de dólares. Também foi indicado ao Young Artist Awards, na categoria "Melhor Elenco Jovem". No ano seguinte, novamente ao cinema, Miranda participou do filme Keeping Up with the Steins com o papel de Karen Sussman. Diferentemente dos outros, o filme não obteve tamanho sucesso.

### 2007–2012:iCarlye carreira musical
Em 2007, Miranda estrelou sua própria série, intitulada iCarly, interpretando a jovem Carly Shay. Em formato sitcom, o programa estreou no início do ano de 2007 e rapidamente conquistou o público ao redor do mundo. A canção-tema da série, "Leave It All to Me" foi interpretada por Cosgrove com participação do cantor Drake Bell, tornando-se single em dezembro daquele mesmo ano. A trilha sonora da série foi lançada em junho de 2008 e debutou na posição 28 da Billboard 200, e gerou o foco de promoção "Stay My Baby".
Naquele mesmo ano, Cosgrove deu uma entrevista à MTV News e disse que estava compondo novas canções para seu álbum de estreia, que teria a produção de The Matrix e Dr. Luke, além de dizer que a data de lançamento seria em 2010. A atriz também participou do filme Merry Christmas, Drake & Josh e interpretou a canção "Christmas Wrapping". No ano seguinte, ela lançou o extended play (EP) About You Now, sendo que o disco foi bem recebido pela crítica e as canções foram apresentadas em diversos concertos. O único single distribuído, que leva o mesmo nome do álbum, debutou na posições 47 e 79 da Billboard Hot 100 e UK Singles Chart, respectivamente.

Alguns meses depois, a musicista lançou o single "Raining Sunshine" para a trilha sonora do filme Cloudy With a Chance of Meatballs. Em outubro de 2009, estrelou o filme The Wild Stallion, originalmente filmado em 2006, quando Miranda tinha treze anos de idade. Foi lançado apenas na televisão e em DVD, recebendo uma pontuação de 55% de audiência no Rotten Tomatoes, sendo classificado como "bom".

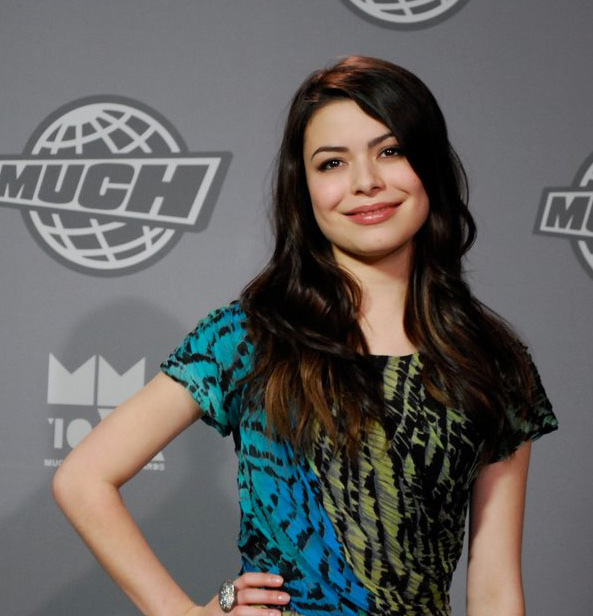
Cosgrove em 2010 no Much Music Video Awards.

Após diversos rumores, a Nickelodeon anunciou que o título do álbum de estreia de Miranda seria Sparks Fly, com previsão de lançamento para abril de 2010. O álbum debutou na oitava posição da Billboard 200 por mais de 38 mil cópias em sua primeira semana de vendas. O primeiro single do álbum, "Kissin U", estreou na posição 54 das paradas americanas, através da Billboard Hot 100, tornando-se enorme sucesso na Alemanha, Áustria, México, entre outros. Também foram lançados os promocionais "BAM" e "Disgusting", que atingiram boas posições em paradas norte-americanas.
Naquele mesmo ano, Cosgrove participou do documentário 7 Secrets e fez uma aparição na série criminal, The Good Wife da CBS. Além disso, filmou um especial de natal para a série Big Time Rush, em que regravou a canção "All I Want for Christmas Is You" de Mariah Carey junto com o elenco e o rapper Snoop Dogg. Ainda em 2010, voltou aos cinemas para dublar a personagem Margo na animação Despicable Me, que também teve a participação de Steve Carrel. O filme arrecadou mais de 540 milhões de dólares mundialmente, tornando-se um dos dez longas mais assistidos de todo aquele ano. Ela também assinou um contrato com a empresa de cosméticos, Neutrogena em fevereiro de 2010, sendo nomeada como embaixadora da empresa. Ainda, Miranda apareceu no clipe "Our Deal", da banda Best Coast, com Chloë Grace Moretz e Shailene Woodley.
Em dezembro de 2010, Cosgrove lançou "Dancing Crazy", que foi escrita por Max Martin, Shellback e Avril Lavigne. A canção foi incluída em seu extended play (EP) High Maintenance, lançado em março do ano seguinte. O disco teve a participação de Rivers Cuomo da banda Weezer em uma das faixas, e debutou na posição 34 da Billboard 200. Para promover seus discos, Cosgrove excursionou com a turnê Dancing Crazy Tour, porém a mesma foi cancelada devido a um acidente que envolveu o ônibus onde estavam Miranda e sua banda em agosto de 2011, onde ela quebrou o seu tornozelo. Antes de ser cancelada, a turnê passou por várias cidades norte-americanas, tendo realizado um total de 44 shows
Em janeiro do ano seguinte, foi distribuída a segunda trilha sonora de iCarly, intitulada iSoundtrack II, que atingiu a posição 157 na Billboard 200. O sucesso do programa rendeu 7 temporadas, chegando ao fim em 2012. O último episódio da série foi exibido em novembro, e Cosgrove disse: "Todos nós vamos fazer trabalhos novos e começar capítulos diferentes em nossas vidas, mas seremos amigos para sempre. Nos disseram que a última temporada seria a algum tempo atrás, mas sempre acabávamos gravando mais episódios. Adoramos fazer o show, nos divertimos muito, mas não queremos estender muito. Sentimos que o seriado é muito especial para isso". Cosgrove foi listada na edição daquele ano do Guinness World Records como a "Atriz Mirim Mais Bem Paga da Televisão" por receber cerca de 180 mil dólares por cada episódio de iCarly. Em outubro, ela ingressou na Universidade do Sul da Califórnia para estudar atuação, como dito por ela em uma entrevista.  Aiinda em 2012, a cantora voltou aos palcos, dessa vez com a mini-turnê de verão Miranda Cosgrove Summer Tour. Durante a mini-turnê, que promoveu apenas 4 shows em resorts e feiras estaduais no Estados Unidos e nas Bahamas, Miranda apresentava seu hit Leave it All To Me, um medley com covers de grandes hits da época e músicas de seu EP High Maintenance.

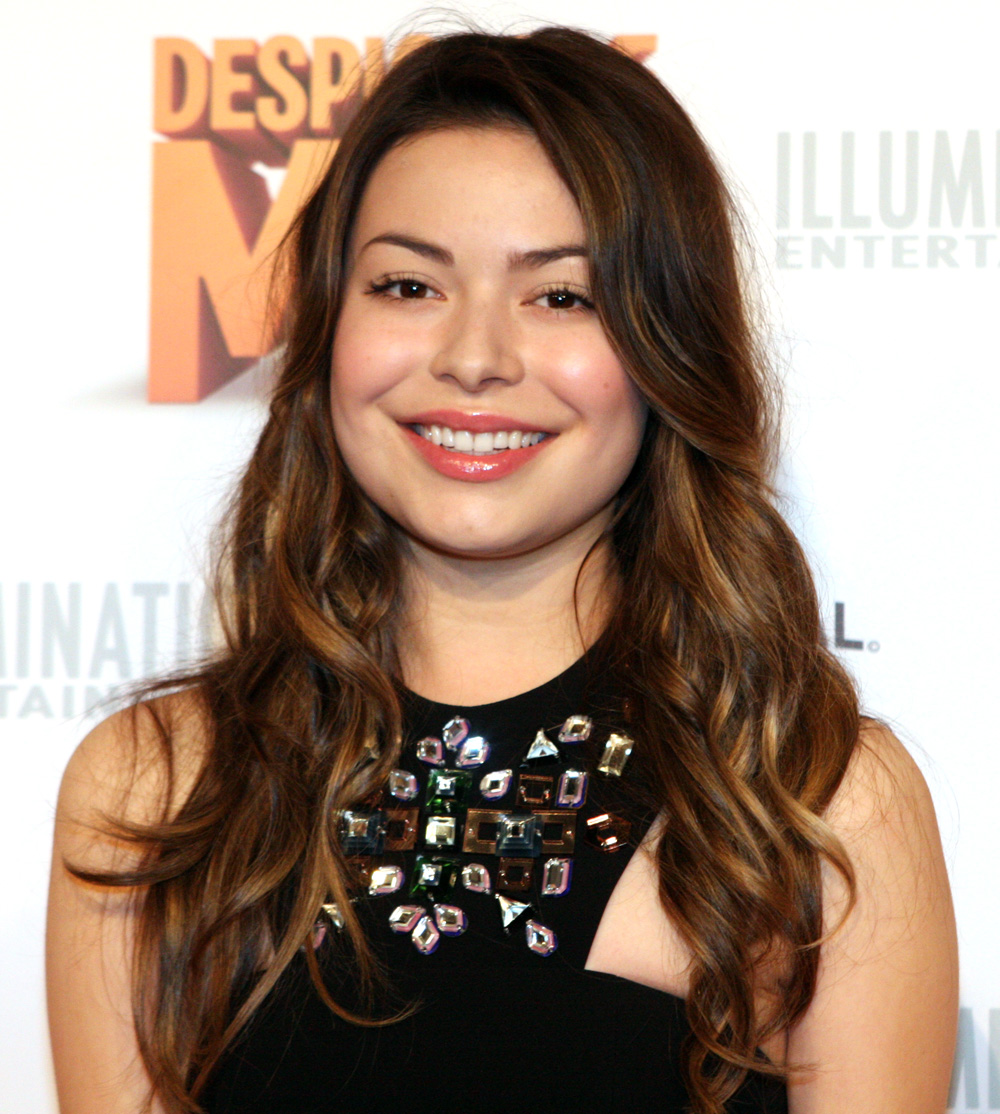
Cosgrove em 2013 na estreia de Meu Malvado Favorito 2.

### 2013–2019: Foco na atuação e projetos
Em 15 de fevereiro de 2013, foi anunciado que Cosgrove estrelaria Girlfriend in a Coma, uma série de televisão escrita por Liz Brixius para a NBC e adaptada do romance de mesmo título de Douglas Coupland. Cosgrove estava escalado para interpretar Evie, a filha de Karen, que acorda após um coma de quase 20 anos e descobre que tem uma filha; Em 19 de março de 2013, foi anunciado que Christina Ricci deixou o elenco e o projeto teve vários problemas, sendo cancelado posteriormente. Miranda novamente dublou Margo em Meu Malvado Favorito 2, lançado em 5 de junho.
Ainda em 2013, ela apareceu nos curtas de animação Training Wheels como Margo e Gru's Girls como Savana. Em dezembro, ela anunciou no Today Show que estava gravando um novo álbum, com produção de Randy Jackson e Max Martin. Em 2014, Cosgrove deu voz ao filme de animação A Mouse Tale, lançado em 10 de fevereiro de 2015. Miranda também estrelou o filme de terror The Intruders com Austin Butler, interpretando o papel de Rosa.
Em maio de 2015, Cosgrove foi escalado para o piloto de comédia da NBC, intitulada Crowded, criado por Suzanne Martin com o produtor executivo Sean Hayes. Cosgrove interpretou Shea, uma astrofísica PhD graduada pelo MIT, que não sabia o que fazer na vida pós-faculdade, e então decidiu com sua irmã voltar para casa para descobrir, deixando seus pais loucos. A série estreou em 15 de março de 2016, mas foi cancelada após uma temporada. Em março de 2017, Miranda foi escalada para o piloto de comédia da NBC Spaced Out, dos criadores Adam Sztykiel e Bill Lawrence. No entanto, não foi ordenado para série. Ainda em 2017, Cosgrove reprisou seu papel como Margo mais uma vez em Meu Malvado Favorito 3, que foi lançado em 14 de junho de 2017.
Em 2018, Cosgrove participou do videoclipe da canção "Happier", do DJ Marshmello em parceria com a banda Bastille. Em 2019, foi escalada como Lisa Brown no filme 3022, além de ter sido a anfitriã série Missão Imparável com Miranda Cosgrove da CBS, que recebeu duas nomeações para o Daytime Emmy Award em 2020.

### 2020–presente: Revival deiCarly
Em dezembro de 2020, foi anunciado que Miranda iria reprisar seu papel como Carly Shay, juntamente com Nathan Kress, Jerry Trainor e um novo elenco, em um revival de iCarly. A estreia da série ocorreu no dia 17 de junho de 2021 na plataforma de streaming Paramount+, e foi renovada para uma terceira temporada. Cosgrove sediou o Kids' Choice Awards de 2022 ao lado de Rob Gronkowski em 9 de abril, onde ganhou o prêmio de "Estrela de TV Feminina Favorita", marcando sua segunda vitória no Kids' Choice Awards. Ela também foi incluída na lista "30 Under 30" da revista Forbes em 2022.
Cosgrove repetirá o papel de Margo em Meu Malvado Favorito 4, com lançamento previsto para 2024. Além de estrelar ao lado de Brooke Shields no filme da Netflix, Mother of the Bride, lançado em maio de 2024.

## Filantropia
Cosgrove é uma apoiante ativa do Hospital St. Jude Children's Research em Memphis, Tennessee. Ela também visita outros hospitais e considera a educação através de música como uma de suas caridades favoritas. Além disso, Miranda é porta-voz nacional da Light the Night Walk, uma organização que conscientiza as pessoas sobre o câncer e a leucemia.
Ela também participa de campanhas contra o bullying e cyberbullying, e a campanha The Big Help, que incentiva os jovens a preservar o meio ambiente e viver uma vida saudável. Por seus atos filantrópicos, Miranda recebeu o prêmio de "Melhor Modelo de Pessoa na Era Digital" durante o evento 7th Annual Common Sense Media realizado em Nova York em abril de 2011.

## Discografia

### Álbuns
- Sparks Fly (2010)

### EPs
- About You Now (2009)
- High Maintenance (2011)

### Turnês
- Dancing Crazy Tour (2011)
- Summer Tour (2012)

## Filmografia

### Cinema
| Ano  | Título                                 | Papel           | Notas            |
| ---- | -------------------------------------- | --------------- | ---------------- |
| 2003 | School of Rock                         | Summer Hathaway | Elenco principal |
| 2005 | Here Comes Peter Cottontail: The Movie | Munch           |                  |
| 2005 | Yours, Mine and Ours                   | Joni North      |                  |
| 2006 | Khan Kluay                             | Kon Suay        | Voz              |
| 2006 | Keeping Up with the Steins             | Karen Sussman   |                  |
| 2006 | Drake & Josh: Go Hollywood             | Megan Parker    | Filme para TV    |
| 2008 | Merry Christmas, Drake & Josh          | Megan Parker    | Filme para TV    |
| 2008 | iGo to Japan                           | Carly Shay      | Filme para TV    |
| 2009 | The Wild Stallion                      | Hannah          |                  |
| 2010 | Despicable Me                          | Margo           | Voz              |
| 2012 | A Mouse Tale                           | Samantha        |                  |
| 2013 | Despicable Me 2                        | Margo           | Voz              |
| 2015 | The Intruders                          | Rose Halshford  | Protagonista     |
| 2017 | Despicable Me 3                        | Margo           | Voz              |
| 2017 | Spaced Out                             | Casey           | Filme para TV    |
| 2018 | History of Them                        | Narradora       | Filme para TV    |
| 2019 | 3022                                   | Lisa Brown      |                  |
| 2021 | North Hollywood                        | Rachel          |                  |
| 2024 | Drugstore June                         | Kelly           |                  |
| 2024 | Mother of the Bride                    | Emma            | Protagonista     |
| 2024 | Despicable Me 4                        | Margo           | Voz              |

### Televisão
| Ano           | Título                                    | Papel              | Notas                                                         |
| ------------- | ----------------------------------------- | ------------------ | ------------------------------------------------------------- |
| 2001          | Smallville                                | Lana Lang - 5 anos | Episódio: "Pilot"                                             |
| 2004–2007     | Drake & Josh                              | Megan Parker       | 56 episódios                                                  |
| 2004          | Grounded for Life                         | Jessica            | Episódio: "You Better You Bet"                                |
| 2015          | What's New, Scooby-Doo?                   | Miranda Wright     | Episódio: "A Terrifying Round with a Menacing Metallic Clown" |
| 2015          | Lilo & Stitch: The Series                 | Menina / Sarah     | 2 episódios                                                   |
| 2007          | Zoey 101                                  | Paige Howard       | Episódio: "Paige at PCA"                                      |
| 2007          | Unfabulous                                | Cosmina            | Episódio: "The Talent Show"                                   |
| 2007          | Just Jordan                               | Lindsey Chandler   | Episódio: "Piano Stressin'"                                   |
| 2007–2012     | iCarly                                    | Carly Shay         | 93 episódios                                                  |
| 2008          | The Naked Brothers Band                   | Ela mesma          | 2 episódios                                                   |
| 2010          | The Good Wife                             | Sloan Burchfield   | Episódio: "Bad Girls"                                         |
| 2010          | Big Time Rush                             | Ela mesma          | Episódio: "Big Time Christmas"                                |
| 2016          | Crowded                                   | Shea Moore         | 13 episódios                                                  |
| 2019–presente | Mission Unstoppable with Miranda Cosgrove | Apresentadora      |                                                               |
| 2020          | The Goldbergs                             | Elana Reid         | Episódio: "Preventa Mode"                                     |
| 2021–2023     | iCarly                                    | Carly Shay         | Protagonista                                                  |

### Video game
| Ano  | Título                    | Papel      |
| ---- | ------------------------- | ---------- |
| 2009 | iCarly                    | Carly Shay |
| 2010 | iCarly 2: iJoin the Click | Carly Shay |